# マウント・ウエリントン
マウント・ウェリントン（英: University-Mount Wellington）は、ニュージーランド北部の都市オークランドに本拠地を置くサッカークラブチームである。
1970年代から1980年代にかけて、ニュージーランドでもっとも強いクラブであり、彼らのライバルとなり得たのはクリストチャーチ・ユナイテッドAFCのみだった。オセアニアクラブ選手権（現OFCチャンピオンズリーグ）の1987年度の決勝で、アデレード・シティFCにPK戦で敗れたが準優勝を果たした。

## タイトル

### 国際タイトル
- オセアニアクラブ選手権:1987年度準優勝

## 歴代所属選手
- リッキー・ハーバート 1978, 1980–1982, 1984, 1986–1989
- ヴィンセント・ケイン 2005-2006